# 489
Cette page concerne l'année 489  du calendrier julien. Pour l'année 489 av. J.-C., voir 489 av. J.-C. Pour le nombre 489, voir 489 (nombre).
L'année 489 est une année commune qui commence un dimanche.

## Événements
- Août[1] : soutenu par l'empereur byzantin Zénon, Théodoric le Grand, roi des Ostrogoths, envahit l'Italie par la Birnbaumer Wald (Hrušica)[2]. Il est accompagné de 20 000 guerriers et leurs familles. L'invasion ne rencontre aucune résistance lors du passage des cols.
- 28 août : Odoacre, qui gouvernait l'Italie depuis la chute de l'empire romain, est battu sur l’Isonzo près d'Aquilée par Théodoric[1].
- 27 septembre : Odoacre, qui s'est replié à Vérone, est battu une seconde fois par Théodoric, qui après avoir pris Milan et Pavie, maîtrise l’Italie du Nord[1]. Odoacre se retire à Ravenne et les combats ne cesseront qu'en 493.

- Les Lombards s’installent dans la plaine autrichienne dans l'ancien territoires des Ruges avant d'entrer en Pannonie vers 526[3].
- L'académie nestorienne d'Édesse est fermée, sur ordre de l'empereur byzantin Flavius Zenon. Elle est recréée à Nisibis[4].
- Le premier temple confucéen (exception faite du temple ancestral de Qufu) est construit en Chine par l'empereur des Wei du Nord[5].

## Naissances en 489
- Buretsu, 25e empereur du Japon (mort en 507)[6]

## Décès en 489
- Juillet : Acace, patriarche de Constantinople, responsable du schisme acacien[7]

- Wang Jian (en), fonctionnaire chinois, ministre de la dynastie Qi du Sud.